# Chaux (Territori de Belfort)
Chaux és un municipi francès del departament del Territori de Belfort i de la regió de Borgonya - Franc Comtat. El 2009 tenia 1080 habitants.

## Geografia
Situat a la vora del riu La Savoureuse, es troba a 10 km al nord de Belfort, capital del departament.

## Demografia
| 1962 | 1968 | 1975 | 1982 | 1990 | 1999 | 2007 |
| ---- | ---- | ---- | ---- | ---- | ---- | ---- |
| 613  | 615  | 780  | 814  | 869  | 955  | 1066 |